# Sun Axelsson
Mignon Walheide Axelsson Piper, más conocida como Sun Axelsson (Gotemburgo, 19 de agosto de 1935-Estocolmo, 14 de enero de 2011), fue una poeta, novelista, traductora y periodista sueca.

## Biografía
Fue la hija menor del maestro de jardinería de la ciudad de Gotemburgo, Karl Edvin, y de Mignon Axelsson. Realizó sus estudios iniciales en su ciudad natal y posteriormente se graduó de profesora y periodista en la Universidad de Estocolmo. Como cronista trabajó en las revistas literarias BLM y Ord & Bild, y también en los diarios Expressen, Aftonbladet y Stockholms-Tidningen. Además realizó críticas de arte en la revista Paletten y críticas de cine en la revista Chaplin entre otras.
En 1959 debutó como escritora con el poemario Sin meta (Mållös). Una parte importante de su juventud estuvo matizada por reiterados viajes que realizó, tanto a Latinoamérica como a Grecia. En 1960 vivió un año completo en Chile,  en virtud de una relación breve y tormentosa que sostuvo con el poeta Nicanor Parra, a quien conoció en 1959 en Estocolmo, en casa del escritor Artur Lundkvist. Durante ese período trabajó en la  Universidad de Chile y se relacionó con escritores tales como Pablo Neruda, Jorge Teillier, Enrique Lihn, Jorge Edwards y con Violeta Parra.
Sus impresiones sobre esta época están incorporadas en los libros, La cuna del fuego (Eldens vagga, publicada en castellano, por ediciones RIL), Piedras en la boca (Stenar i munnen, publicado bajo el seudónimo Jan Olov Hedlund), y Los lobos de la miel (Honungs vargar, también publicada en castellano).
Sun Axelsson tradujo al sueco a una cantidad notable de escritores de lengua castellana, francesa, inglesa y griega, entre los que se cuentan Pablo Neruda, Federico García Lorca, Jorge Luis Borges, Harold Pinter, Yannis Ritsos, Octavio Paz, Jorge Teillier, Teresa Calderón, Tomás Harris, Sergio Badilla Castillo, Juan Cameron, Sergio Infante y Carlos Geywitz.
La trilogía autoficticia que empezó con El sueño de vivir (Drömmen om ett liv, 1978) y terminó con La estación de la noche (Nattens arstid, 1989), la hizo merecedora de un extenso número de premios, tanto de la Academia Sueca como también de otros organismos culturales como, por ejemplo, el premio Heymanska que otorga. cada seis años, la Universidad de Gotemburgo. La segunda novela de la trilogía, titulada Lobos de miel (Honungsvargar, 1984) fue llevada al cine.
Realizó dos documentales, uno sobre Pablo Neruda y otro sobre el escritor sueco Artur Lundkvist.

## Obra
- Mållös (Sin meta. 1959) poemario
- Eldens vagga. La cuna del fuego un libro sobre Chile. 1962) relato
- Väktare (El guardián. 1963), novela
- Opera Komick (La ópera cómica, 1965) novela
- Stenar i munnen (Piedras en la boca.1969)
- In i världen (En el mundo.1974), poemas
- Terrorn i Chile (Terror en Chile. 1974) crónica
- Drömmen om ett liv (Sueño de una vida. 1978), novela
- Allt levande (Todo lo vivo. 1981) poemario
- Honungsvargar (Los lobos de la miel. 1984) novela
- Sagan om en saga (Saga de una saga. 1987) cuento infantil
- Lek för en ensam hund (Juego para un perro solitario.1998) cuento infantil
- Nattens årstid (La estación de la noche. 1989) novela
- Jag har en själ i Paris (Tengo un alma en París. 1990) novela
- Vindarnas barn (El niño de los vientos. 1991) novela
- Ljusets hotell (Hotel de la claridad. 1991) poemario
- Malvas hemlighet (El secreto de Malva.1991) cuento infantil
- Den första kärleken (El primer amor. 1991) narraciones
- Tystnad och eko (Silencio y eco. 1994) novela
- Svalornas tid (El tiempo de las golondrinas. 1996) narraciones
- Sand (Arena. 1997) poemario
- Eget liv (Vida Propia. 2000) novela
- Drömmen om ett liv (Sueño de vivir) novela
- Honungsvargar (Lobos de la miel) novela
- Nattens årstid (La estación de la noche) novela
- Evighetens stränder (Las orillas de la eternidad. 2001) novela.

### Traducciones
- Den mjuka orkanen (El huracán dócil.1961) poemas de Pablo Neruda

- Biblioteket i Babel (La biblioteca de Babel. 1963) narraciones de Jorge Luis Borges

- Denna stjärna för oss alla (Esta estrella para todos. 1979) poemas de Jannis Ritsos, Anangnostakis y Levaditis

- Bevingade Lejon (Leones alados. 1991) antología de la poesía chilena.[5]

## Premios y reconocimientos
- Premio literario del periódico Svenska Dagbladet en 1984 por "Lobos de miel".[5]

- Premio Heyman de la Universidad de Gotemburgo en 1986. Este premio es concedido cada seis años.

- Premio literario del periódico Göteborgposten en 1989 por "La estación de la noche".

- Libro del Año en 1978.por "El sueño de una vida"

- Libro del Año en 1984 por "Lobos de miel"
- Medalla al mérito Bernardo O´Higgins por su contribución a la cultura y literatura chilena en 1991.[9]
- Condecoración Gabriela Mistral de parte del gobierno de Chile, por su labor de difusión prestada a la cultura chilena en 1991.[9]